# IC 62
IC 62 (również PGC 3507 lub UGC 606) – galaktyka spiralna (Sbc?), znajdująca się w gwiazdozbiorze Ryb w odległości około 540 milionów lat świetlnych od Ziemi. Odkrył ją Stéphane Javelle 2 grudnia 1893 roku.